# Marats Kasems
Marat Kasem (nacido el 14 de marzo de 1990 en Riga, Letonia) es un periodista letón y exeditor en jefe de Sputnik Lituania, un medio de comunicación administrado por la agencia estatal rusa Rossiya Segodnya. Se hizo conocido por su participación en medios rusos, su actividad política en Letonia y por los procedimientos legales que enfrentó relacionados con la seguridad nacional.

## Infancia y educación
Kasem nació de padre yemení y madre letona. Su padre, Fadel Kasem, sirvió en el ejército. Estudió piano en la escuela de música de Salaspils y luego ingresó a estudiar ciencias políticas en la Universidad de Letonia, aunque no finalizó sus estudios. Posteriormente, obtuvo una maestría en la Universidad Rusa de la Amistad de los Pueblos.

## Actividad política
En 2013, Kasem se postuló para el consejo municipal de Salaspils como candidato del partido Armonía. Fue expulsado del partido después de que se difundiera un video en el que usaba lenguaje vulgar para expresar su frustración por los resultados de las elecciones.
En 2018, participó en las elecciones parlamentarias como candidato de la alianza política "Por una Alternativa" (Par Alternatīvu), identificándose como periodista de Rossiya Segodnya.

## Trabajo en medios rusos
Kasem fue nombrado editor en jefe de Sputnik Lituania. En 2019, las autoridades lituanas lo declararon persona non grata y le prohibieron la entrada al país durante cinco años, alegando preocupaciones de seguridad nacional.

## Arresto y juicio en Letonia
El 30 de diciembre de 2022, Kasem fue detenido por el Servicio de Seguridad del Estado de Letonia tras su llegada al país. Fue acusado de ayudar a un estado extranjero en actividades contra la República de Letonia, en virtud del artículo 84 del Código Penal letón. También fue sospechoso de violar las Sanciones de la Unión Europea contra Rusia y de delitos relacionados con espionaje.
En abril de 2023, fue liberado bajo medidas cautelares que le prohibían salir del país. En julio de 2023, fue declarado culpable y multado con 15.500 euros, teniendo en cuenta su confesión y muestra de arrepentimiento.

## Entrevistas posteriores
En agosto de 2023, Kasem concedió una entrevista al medio digital Delfi, en la que describió su trabajo para el ejecutivo de medios ruso Dmitry Kiselyov como "trabajo sucio" mal pagado. Declaró que no tenía intención de regresar a Rusia. La entrevista fue posteriormente retirada del sitio web. En otra entrevista con el canal letón TV3 Letonia, expresó su interés en postularse nuevamente al Saeima.

## Opiniones
Kasem ha argumentado que Letonia, como un estado pequeño, debe utilizar todos los medios disponibles para proteger su espacio informativo. También ha abogado por una identidad nacional letona inclusiva, sugiriendo que todos los residentes a largo plazo deberían considerarse letones y patriotas. Asimismo, señaló que la popularidad de los canales de televisión prohibidos revela divisiones sociales no resueltas y vulnerabilidades informativas.